# Phylotype
Ne doit pas être confondu avec Stade phylotypique.
En biologie, un phylotype est une définition opérationnelle utilisée pour regrouper des individus phylogénétiquement proches, quel que soit le rang taxonomique concerné (classe, genre, espèce...). Le regroupement est généralement basé sur la similarité de la séquence d'ADN d'un gène donné, qui sert de marqueur taxonomique (par exemple, l'ADNr 16S pour les bactéries et les archaea).
Les phylotypes, comme les Unités Taxonomiques Opérationnelles, sont fréquemment utilisés en écologie microbienne en raison de l'absence d'une définition claire de l'espèce chez les organismes asexués, par exemple pour quantifier la biodiversité.
A la différence de l'Unité Taxonomique Opérationnelle (OTU), constituées par partitionnement de données (clustering, en anglais), les phylotypes sont définis par regroupement des séquences d'ADN avec une séquence d'ADN de référence, appartenant à un jeu de données préexistant, et à laquelle est souvent lié un nom taxonomique. C'est donc une approche de classification. Les avantages de l'approche phylotype par rapport à l'approche OTU sont un besoin de puissance de calcul plus faible en raison d'une parallélisation aisée du calcul, et l'obtention de classifications stables et robustes entre les différentes méthodes de classification. Ses défauts sont le peu de taxons microbiens identifiés, le peu de lien entre phénotype et taxonomie chez les microorganismes, le manque de connaissance sur la physiologie et l'écologie des taxons microbiens et l'existence de plusieurs taxonomies, en conflit les unes avec les autres, pour les microorganismes. 